# Psylla stranvaesiae
Psylla stranvaesiae är en insektsart som beskrevs av Yang 1984. Psylla stranvaesiae ingår i släktet Psylla och familjen rundbladloppor. Inga underarter finns listade i Catalogue of Life.